# The Wire (Star Trek: Deep Space Nine)
"The Wire" és el 22è episodi de la segona temporada de la sèrie de televisió de ciència-ficció estatunidenca Star Trek: Deep Space Nine, el 42è de tota la sèrie. Originalment es va emetre en redifusió a partir del 9 de maig de 1994. L'episodi va ser dirigit per Kim Friedman amb un guió de Robert Hewitt Wolfe
Ambientada al segle XXIV, la sèrie segueix les aventures a Espai Profund 9, una estació espacial situada prop d'un forat de cuc estable entre els Quadrants Alfa i Gamma de la Via Làctia, prop del planeta Bajor, mentre els bajorans es recuperen d'una brutal ocupació de dècades pels imperialistes cardassians. Aquest episodi és el primer a explorar la història de fons del personatge recurrent Garak, un exespia cardassià deshonrat que viu a l'exili com a sastre a Espai Profund 9.
== Actors convidats
Entre les estrelles convidades hi ha Andrew J. Robinson com a Garak, Ann Gillespie com a infermera Jabara, Jimmie F. Skaggs com a Boheeka i Paul Dooley com a Tain.

## Argument
A la seva cita setmanal per dinar amb el Dr. Julian Bashir, Garak sembla tenir un fort mal de cap, però es nega a permetre que Bashir l'ajudi. Més tard, Bashir sent Garak parlant d'un acord amb el taverner i delinqüent de poca monta Quark. L'endemà, Garak s'esfondra de dolor després de beure molt, i Bashir el porta a la infermeria.
Bashir descobreix que Garak té un implant d'algun tipus al cervell. Ell i l'agent Odo observen com Quark intenta encarregar una peça de biotecnologia cardassiana, que resulta estar classificada per l'Ordre Obsidiana, la temuda agència d'intel·ligència cardassiana.
Garak finalment revela a Bashir que l'implant va ser instal·lat per l'excap de l'Ordre Obsidiana, Enabran Tain. Va ser dissenyat per fer que Garak fos resistent a la tortura, però l'ha estat utilitzant per afrontar el dolor de viure a l'exili, convertint-s'hi en addicte; i ara s'està descomponent per l'ús excessiu. Garak afirma que es mereix el càstig i explica com una vegada va destruir una nau que contenia 98 cardassians, inclòs el seu ajudant, Elim.
Bashir desactiva l'implant i Garak s'agita extremadament. Explica que en lloc de matar Elim, va ser exiliat per alliberar un grup de nens bajorans que se suposava que havia d'interrogar. Després d'expressar menyspreu per la seva amistat amb Bashir, Garak torna a perdre el coneixement.
Tot i amb l'implant tret, Garak encara s'està morint. Bashir considera tornar a engegar l'implant per salvar-lo. Garak es nega i decideix dir-li la "veritat" a Bashir: Elim no era l'ajudant de Garak sinó el seu amic de la infància. Tots dos eren homes poderosos a l'Ordre d'Obsidiana fins que Garak va intentar incriminar Elim per alliberar presoners bajorans, però Elim va superar Garak i Garak va ser exiliat.
Bashir busca Enabran Tain per demanar-li ajuda. Tain li diu a Bashir que si fos realment amic de Garak, permetria que Garak morís; tanmateix, accepta donar a Bashir la informació necessària per contrarestar els efectes de l'implant. Abans de marxar, Bashir li pregunta què va ser realment d'Elim. Tain riu i explica que Elim és el nom de pila de Garak.
Després de recuperar-se, Garak reprèn els seus dinars setmanals amb Bashir. Diu que ha sentit un estrany rumor: Odo creu que Garak va ser membre de l'Ordre d'Obsidiana. Pressionat per "respostes reals", Garak li diu al doctor que totes les seves històries han estat certes, especialment les mentides.

## Producció
Originalment, Robert Hewitt Wolfe tenia la intenció d'escriure un episodi sobre Kira, que havia desenvolupat una addicció als estimulants durant el seu temps com a combatent de la resistència. Tanmateix, la idea es va abandonar perquè semblava problemàtic tractar aquesta addicció només en un episodi i no tornar-la a abordar mai més. Quan va decidir utilitzar Garak com a personatge principal d'aquest episodi, Wolfe i Ira Steven Behr es van inspirar originalment en la pel·lícula de Steven Spielberg La llista de Schindler, i Behr tenia la idea que l'exili de Garak era degut a l'alliberament dels presoners bajorans. Finalment, però, Wolfe va deixar deliberadament obert quines de les històries de Garak eren certes i si era realment responsable de l'alliberament dels presoners o de l'enderroc d'una llançadora.

## Recepció
Michelle Erica Green, en la seva ressenya de l'episodi per a TrekNation, va sentir que l'episodi "va funcionar" gràcies als actors, tot i alguns dubtes sobre el ritme i la història, i va descriure la relació entre Bashir i Garak com a "flirteig". Zack Handlen de The A.V. Club va elogiar l'episodi per la seva complexitat i com aconsegueix canviar la perspectiva de Garak sense que sembli que els motius del personatge hagin canviat simplement pels capricis dels guionistes. També es va mostrar satisfet que l'episodi presentés a Bashir un repte digne del seu talent. Keith DeCandido, en una ressenya de l'episodi per a Tor.com el 2013, li va donar una puntuació de vuit sobre deu, i el va destacar com una mostra de Garak i Bashir.
El 2014, Gizmodo va classificar "The Wire" com el 49è millor episodi de la franquícia "Star Trek", de més de 700 episodis fets fins aleshores.

## Llançaments
L'1 d'abril de 2003 es va publicar la segona temporada de Star Trek: Deep Space Nine en discs de vídeo DVD, amb 26 episodis en set discs.
Aquest episodi es va publicar el 2017 en DVD amb la sèrie completa box set, que tenia 176 episodis en 48 discs.